# Кубок Ісландії з футболу 2008
Кубок Ісландії з футболу 2008 — 49-й розіграш кубкового футбольного турніру в Ісландії. Переможцем став КР.

## Календар
| Раунд        | Дата                       | Матчі | Клуби   |
| ------------ | -------------------------- | ----- | ------- |
| Перший раунд | 24-27 травня 2008          | 16    | 68 → 52 |
| Другий раунд | 1-3 червня 2008            | 20    | 52 → 32 |
| 1/16 фіналу  | 18-19 червня 2008          | 16    | 32 → 16 |
| 1/8 фіналу   | 2-3 липня 2008             | 8     | 16 → 8  |
| 1/4 фіналу   | 24 липня 2008              | 4     | 8 → 4   |
| 1/2 фіналу   | 31 серпня - 1 вересня 2008 | 2     | 4 → 2   |
| Фінал        | 4 жовтня 2008              | 1     | 2 → 1   |

## Регламент
У перших раундах брали участь команди з нижчих дивізіонів та аматори. Клуби Урвалсдейлду стартували з 1/16 фіналу.

## 1/8 фіналу
| Команда 1                | Рахунок | Команда 2        |
| ------------------------ | ------- | ---------------- |
| 2 липня 2008             |         |                  |
| Фйолнір                  | 2:1 дч  | Вестманнаейя (2) |
| Гаукар (2)               | 1:0     | Коупавогур       |
| Рейнір (3)               | 1:2     | Гріндавік        |
| Відір (3)                | 1:4     | Фількір          |
| Вікінгур (Рейк'явік) (2) | 3:0     | Гамар (3)        |
| 3 липня 2008             |         |                  |
| Брєйдаблік               | 1:0     | Валюр            |
| Кеплавік                 | 3:1     | Гапнарфйордур    |
| КР                       | 2:0     | Фрам             |

## 1/4 фіналу
| Команда 1     | Рахунок | Команда 2                |
| ------------- | ------- | ------------------------ |
| 24 липня 2008 |         |                          |
| Брєйдаблік    | 3:2     | Кеплавік                 |
| Фйолнір       | 1:0     | Вікінгур (Рейк'явік) (2) |
| Гаукар (2)    | 0:1 дч  | Фількір                  |
| КР            | 3:2     | Гріндавік                |

## 1/2 фіналу
| Команда 1      | Рахунок      | Команда 2 |
| -------------- | ------------ | --------- |
| 31 серпня 2008 |              |           |
| Фількір        | 3:4          | Фйолнір   |
| 1 вересня 2008 |              |           |
| Брєйдаблік     | 1:1 пен. 1:4 | КР        |

## Фінал
| 4 жовтня 2008 |

| КР                | 1:0      | Фйолнір |
| ----------------- | -------- | ------- |
| Гаукссон 89' (аг) | Протокол |         |

| Лаугардалсволлур, Рейк'явік Глядачів: 4 524 Арбітр: Магнус Торіссон |